# Церква Різдва Івана Хрестителя (Оринин)
Церква Різдва Івана Хрестителя в Оринині — парафія і храм греко-католицької громади Кам'янець-Подільського деканату Кам'янець-Подільської єпархії Української греко-католицької церкви в смт Оринин Хмельницької области.

## Історія церкви
17 червня 2009 року, з благословення владики Тернопільсько-Зборівської єпархії Василія Семенюка, отець Антон Федик організував парафію. 8 липня того ж року на зборах громади було прийнято рішення про створення та затвердження статуту релігійної громади Різдва Івана Хрестителя УГКЦ.
12 жовтня 2009 року селищна рада виділила земельну ділянку площею 0,08 га під будівництво церкви. Храм, архітектором якого був Михайло Нетриб'як, зводили протягом 2009—2010 років.
Основними благодійниками стали греко-католицькі громади Тернопільщини, отець Тарас Галавай, Емілія Реджіо з Італії та місцеві жителі. Іконостас був вишитий жінками-емігрантками з Італії, а дерев'яне оздоблення до нього у липні 2013 року виконав Євген Феляк із села Гуштин.
У серпні 2010 року владика Василій Семенюк освятив храм і здійснив візитацію парафії.
При церкві діє Вівтарна дружина. На території села також є фігура Матері Божої, освячена 16 червня 2009 року.

## Парохи
- о. Антон Федик (червень 2009 — серпень 2010),
- о. Ігор Лапчак (серпень—листопад 2010),
- о. Тарас Хом'юк (листопад 2010),
- о. Василь Левицький (з 27 листопада 2012),
- о. Олег Боянович (з 19 грудня 2019).